# Thiago Monteiro
Thiago Moura Monteiro (født 31. maj 1994 i Fortaleza, Brasilien) er en professionel tennisspiller fra Brasilien.